# Mydas coerulescens
Mydas coerulescens är en tvåvingeart som beskrevs av Olivier 1811. Mydas coerulescens ingår i släktet Mydas och familjen Mydidae. Inga underarter finns listade i Catalogue of Life.

## Bildgalleri

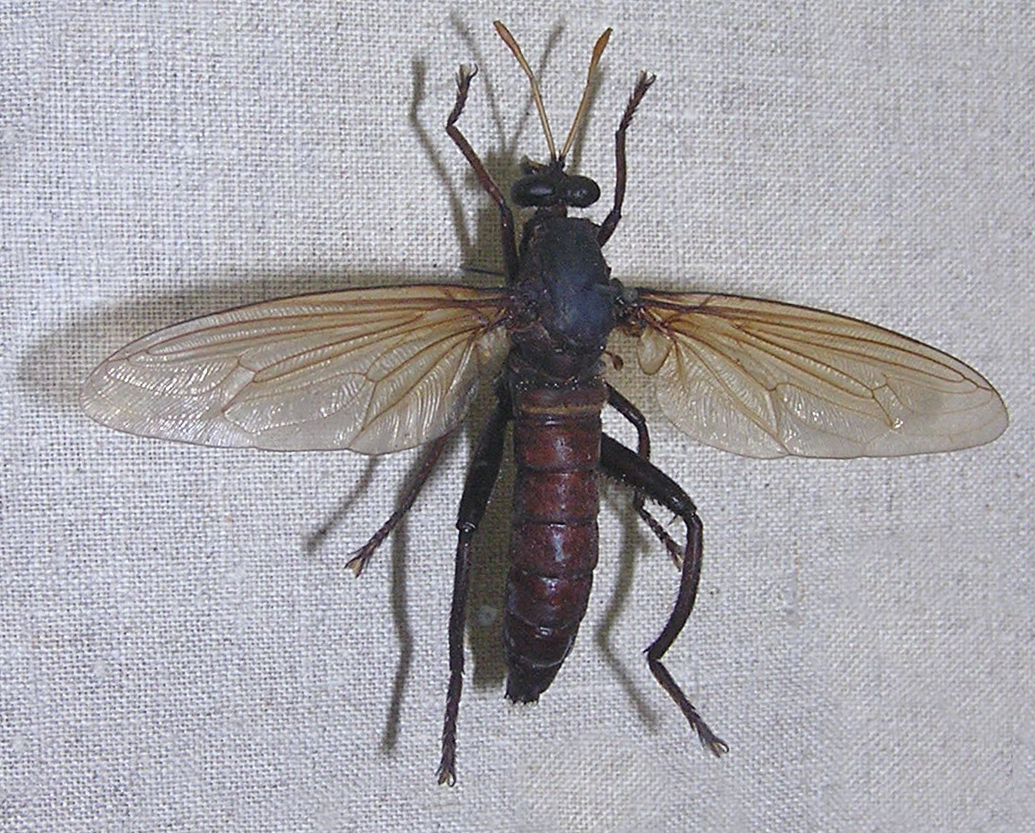